# Аль-Айн (футбольний клуб)
Спортивний та культурний клуб «Аль-Айн» або просто «Аль-Айн» (араб. نادي العين الرياضي الثقافي) — еміратський футбольний клуб з міста Аль-Айн, який виступає в Чемпіонаті ОАЕ.

## Історія
Утворений у 1968 році. Домашні матчі проводить на стадіоні «Хазза бін Заєд». На даний момент виступає в Футбольній лізі ОАЕ, єдиній професійній лізі ОАЕ.

## Досягнення
- Чемпіонат ОАЕ:
  -  Чемпіон (14): 1976/77, 1980/81, 1983/84, 1992/93, 1997/98, 1999/00, 2001/02, 2002/03, 2003/04, 2011/12, 2012/13, 2014/15, 2017/18, 2021/22

- Кубок Президента ОАЕ:
  -  Володар (7): 1999, 2001, 2005, 2006, 2009, 2014, 2018

- Суперкубок ОАЕ:
  -  Володар (5): 1995, 2003, 2009, 2012, 2015

- Клубний кубок чемпіонів Перської затоки:
  -  Володар (2): 1996, 1997

- Азійський кубок чемпіонів:
  -  Володар (2): 2003, 2024
  -  Срібний призер (1): 2016

## Відомі гравці
| - Алекс Броск - Серхіо Берті - Хосе Санд - Мішел Бастос - Андре Діаш - Еділсон - Рікарду Лукаш - Асамоа Г'ян - Абеді Пеле - Карім Абдул Разак - Хоссам Хассан - Нашат Акрам - Хавар Мулла Мохаммед - Фархад Маджіді - Ніколас Алунджи - Мурисіо Моліна - Жирес Кембо-Екоко - Абдул Кадер Кейта | - Бубакар Саного - Кандя Траоре - Суфіан Аллуді - Рашид Дауді - Мустафа Хаджі - Альберто Бланко - Луїс Тежеда - Роберто Акунья - Мірел Редой - Бай Джібі Фалль - Ненад Естрович - Скандер Суайя - Андрій Ярмоленко - Хорхе Вальдівія |

## Тренери клубу
- Абдельмаджид Шеталі (1979–1980)
- Милян Милянич (1984–1986)
- Зе Маріо (1988–1990)
- Амарілдо (1991—1993)
- Анрі Мішель (1995)
- Іліє Балач (1998—2000)
- Ангел Йорденеску (2001—2002, 2006)
- Брюно Метсю (2002—2004)
- Ален Перрен (2004)
- Мілан Мачала (2005—2006)
- Вальтер Дзенга (2007)
- Тіте (2007)
- Вінфрід Шефер (2008—2009)
- Тоніньйо Серезо (2009—2010)
- Алешандре Галлу (2010—2011)
- Космін Олерою (2011—2013)
- Хорхе Фоссаті (2013)
- Кіке Санчес Флорес (2013—2014)
- Златко Далич (2014—2017)
- Йошко Шпаньїч (в.о. 2017)
- Зоран Мамич (2017—2019)
- Желько Сопич (в.о. 2019)
- Хуан Карлос Гаррідо (2019)
- Іван Леко (2019)
- Газі Фахад (2019—2020)
- Педру Емануел (2020—2021)
- Сергій Ребров (2021—2023)
- Альфред Схредер (2023—)